# دانيلو ويس
دانيلو ويس (بالإنجليزية: Danilo Wyss)‏ ولد بتاريخ 26 أغسطس 1985 في سويسرا، هو دراج سويسري في صنف سباق الدراجات على الطريق.

## وصلات خارجية
- الموقع الرسمي

## روابط خارجية
- دانيلو ويس على موقع الاتحاد الدولي للدراجات (الإنجليزية)
- دانيلو ويس على موقع أرشيف الدراجات (الإنجليزية)
- دانيلو ويس على موقع إحصائيات الدراجات الإحترافية (الإنجليزية)
- دانيلو ويس على موقع نسبة الدراجات (الإنجليزية)
- دانيلو ويس على موقع CycleBase (الإنجليزية)